# Хајлигенхаус
Хајлигенхаус (њем. Heiligenhaus) град је у њемачкој савезној држави Северна Рајна-Вестфалија. Једно је од 10 општинских средишта округа Метман. Према процјени из 2010. у граду је живјело 26.963 становника. Посједује регионалну шифру (AGS) 5158012, NUTS (DEA1C) и LOCODE (DE HES) код.

## Географски и демографски подаци
Хајлигенхаус се налази у савезној држави Северна Рајна-Вестфалија у округу Метман. Град се налази на надморској висини од 53 - 242 метра. Површина општине износи 27,5 km². У самом граду је, према процјени из 2010. године, живјело 26.963 становника. Просјечна густина становништва износи 982 становника/km².

## Међународна сарадња
| Мјесто   | Држава               | Врста сарадње | Од    |
| -------- | -------------------- | ------------- | ----- |
| Менсфилд | Уједињено Краљевство | партнерство   | 1972. |
| Базилдон | Уједињено Краљевство | партнерство   | 1989. |
|          | Француска            | партнерство   | 1970. |
| Извор    |                      |               |       |